# Hot n Cold
«Hot n Cold» (с англ. — «То горячий, то холодный») — сингл американской певицы Кэти Перри. Песня была написана Dr. Luke, Максом Мартином и Перри для её дебютного альбома One of the Boys. Трек был выпущен третьим синглом на её альбоме. В припеве представлена серия двойных антонимов (горячий/холодный, правильный/неправильный, чёрный/белый), чтобы подчеркнуть изменчивую натуру отношений героев. Она достигла 3 позиции в чарте the Billboard Hot 100, сделав вторым идущий лучшим из трех синглов Перри после её предыдущего мирового хита «I Kissed a Girl». Сингл также стал вторым в пятерке лучших синглов в дюжине стран по всему миру, включая Великобританию, Австралию, Ирландию и Новую Зеландию, также попав на верхушки чартов более, чем в 25 странах (включая Турцию, Россию, Финляндию, Германию, Грецию, Канаду, Норвегию, Испанию, Данию и др.).

## Информация о песне
Журнал Blender назвал трек «страстным, сдержанным поцелуем навылет». Песня начала крутиться на североамериканских радиостанциях 9 сентября, и ротировалась рекордное количество раз за эту неделю. Кэти Перри впервые выступила на телевидении с этой песней на шоу NBC’s Today 29 августа. Перри призналась в интервью для Radio 1, что «Hot n Cold» в станет следующим синглом после хита «I Kissed a Girl» в Великобритании и Австралии. Существуют три радио-версии: в первой, «стерва» заменена на слово «цыпочка», («У тебя ПМС, как у цыпочки, Сдается мне»); во второй, «девушка» звучит вместо «стервы» или «цыпочки» (в версии единожды игравшей на радиошоу Ryan Seacrest’s American Top 40, слова звучат «У тебя ПМС, Сдается мне»); и наконец, в радио-версии, которая использовалась английскими музыкальными каналами, вырезаны все слова вместе взятые. Перри выступила с песней вживую на церемонии MTV EMA в Ливерпуле 6 ноября 2008 года. Ремиксы трека использовались в игре iPhone OS game Tap Tap Revenge. Песня также открывала первый ежегодный концерт YouTube Live 22 ноября 2008 года.
Сингл был номинирован на 52й-церемонии вручения награды Грэмми в категории «Лучшее женское вокальное поп-исполнение».
Песня выступила в качестве саундтрека к видеоигре «Just Dance».

## Музыкальное видео
Клип на песню был снят в Лос-Анджелесе в сентябре 2008 года и выпущен 1 октября 2008 года, режиссёром стал Алан Фергюсон.
Видео начинается с того, что Кэти и её жених Александр (в исполнении актера / модели Александра Фрэнсиса Родригеса) находятся в церкви на свадебной церемонии. Священник спрашивает Кэти, согласна ли она выйти замуж за Александра и она отвечает утвердительно. Затем священник спрашивает Александра, согласен ли он взять в жёны Кэти. Но вместо ответа Александр неуверенно молчит и оглядывается по сторонам. Кэти понимает, что он не решается сказать "да", с этого момента звучит музыка, а Кэти начинает петь первый куплет, в котором обвиняет Александра в том, что он вечно меняет своё мнение и свои решения. Дальше жених убегает из церкви, а Кэти гонится вслед за ним. Некоторое время показывается погоня, во время которой к Кэти присоединяется группа невест с бейсбольными битами. Ближе к концу видео Кэти всё-таки удаётся загнать своего жениха в угол, с одной стороны его окружают уличные танцоры, с другой - Кэти в окружении невест с битами. Танцоры приближаются к Александру, он отходит и падает, споткнувшись о магнитофон. В этот момент он видит, как Кэти подводит к нему зебру. Он зажмуривается, а когда открывает глаза, понимает, что всё произошедшее было лишь его фантазией, а на самом деле он всё ещё стоит в церкви и все ждут его ответа на вопрос священника. Наконец он отвечает "да", все радуются, а Кэти вздыхает с облегчением, после чего они целуются и вместе радостно выбегают из церкви.

## Появление в чартах
«Hot N Cold» стартовала в чарте США Billboard Hot 100 17 июня 2008 года. Она дебютировала в американском чарте Hot 100 на 88 позиции и выпала из него на следующей неделе. Она снова вошла в него 5 августа, и снова под 88 номером. песня достигла пикового результата на 3 позиции 11 ноября, и «Hot N Cold» стала второй лучшей из трёх хитов. На тот момент она состояла в списке топ-10 в течение 18 недель («I Kissed A Girl» продержалась в этом чарте 14 недель). 
В UK Singles Chart песня поднялась лишь до 4 позиции 7 декабря. 21 декабря она выпала из топ-10 на 12 место, затем вернулась на 9 строчку на следующей неделе, и продолжила подниматься, пока не достигла 7 места 4 января 2009 года.  «Hot N Cold» вошла в немецкий чарт German Singles Chart со 2 места, благодаря высокому количеству продаж электронных версий через Интернет. На второй неделе она достигла 1 строчки в Германии и продержалась на ней 8 недель подряд. В Австралии сингл дебютировал в топ-50, а потом быстро переместился в топ-10. Потом песня медленно достигла пика на 4 месте исключительно за счет скачиваний. Она также достигла высшей позиции в чарте Australian Airplay Chart. В России «Hot n Cold» достигла первого места.  «Hot N Cold» стала 3 песней американской артистки, которая стала хитом в России. В Греции она достигла пика на 3 месте.

## Награды
| \| Награда \| Номинация \| Результат \| \| --------- \| --------------------------------------------------- \| --------- \| \| About.com \| Top 100 Pop Songs of 2008 — #86[4][нет в источнике] \| н/д \| \| MTV \| The Best Songs of 2008 — #33[5] \| н/д \| \| Z100 \| Top 100 Songs of 2008 — #13[6] \| н/д \| |                                 |           |
| Награда | Номинация                       | Результат |
| About.com | Top 100 Pop Songs of 2008 — #86 | н/д       |
| MTV | The Best Songs of 2008 — #33    | н/д       |
| Z100 | Top 100 Songs of 2008 — #13     | н/д       |

## Список композиций
| №  | Название                                         | Длительность |
| -- | ------------------------------------------------ | ------------ |
| 1. | «Hot n Cold» (альбомная версия)                  | 3:40         |
| 2. | «Hot N Cold (Innerpartysystem remix)»            | 4:37         |
| 3. | «Hot n Cold (Manhattan Clique remix radio edit)» | 3:54         |

| №  | Название                              | Длительность |
| -- | ------------------------------------- | ------------ |
| 1. | «Hot N Cold» (альбомная версия)       | 3:40         |
| 2. | «Hot n Cold (Innerpartysystem remix)» | 4:38         |

| №  | Название                              | Длительность |
| -- | ------------------------------------- | ------------ |
| 1. | «Hot n Cold» (альбомная версия)       | 3:43         |
| 2. | «Hot N Cold (Bimbo Jones remix)»      | 8:02         |
| 3. | «Hot n Cold (Manhattan Clique remix)» | 6:47         |

| №  | Название                                         | Длительность |
| -- | ------------------------------------------------ | ------------ |
| 1. | «Hot n Cold (Innerpartysystem remix)»            | 4:37         |
| 2. | «Hot N Cold (Bimbo Jones remix radio edit)»      | 3:52         |
| 3. | «Hot N Cold (Manhattan Clique remix)(Long Edit)» | 6:47         |
| 4. | «Hot N Cold (Yelle remix)»                       | 4:07         |

| №  | Название                | Длительность |
| -- | ----------------------- | ------------ |
| 1. | «Hot N Cold (Rock Mix)» | 3:41         |

| №  | Название                             | Длительность |
| -- | ------------------------------------ | ------------ |
| 1. | «Hot N Cold» (альбомная версия)      | 3:40         |
| 2. | «Hot N Cold» (Promo Only clean edit) | 3:40         |
| 3. | «Hot N Cold» (rock mix)              | 3:41         |

| №  | Название                   | Длительность |
| -- | -------------------------- | ------------ |
| 1. | «Hot N Cold (Bugzz Remix)» | 3:30         |

## Кавер-версии
- Песня была перепета британской ска и инди группой Kid British на их концерте 2009 EP iTunes Live: London Festival '09[10].
- Поп-панк-группа Bowling for Soup перепела эту песню во время их тура Sorry for Partyin'.
- Немецкая группа The Baseballs записала песню в стиле рок-н-ролла для их дебютного альбома Strike! в 2009 году.
- The Chipettes перепели эту песню для кинофильма «Элвин и Бурундуки 2».
- Los Colorados сделали версию в стиле польки, видео на эту песню можно просмотреть на YouTube.
- Woe, Is Me сделали кавер-версию в рамках сборника Punk Goes Pop Vol.3.

## История выпусков
| Страна                    | Дата              | Формат                  |
| ------------------------- | ----------------- | ----------------------- |
| Соединённые Штаты Америки | 9 сентября, 2008  | радио Top 40/Mainstream |
| Соединённые Штаты Америки | 30 сентября, 2008 | радио Rhythmic          |
| Соединённые Штаты Америки | 8 октября, 2008   | радио Hot AC            |
| Германия                  | 21 ноября, 2008   | Компакт-диск            |
| Великобритания            | 24 ноября, 2008   | Компакт-диск            |
| По всему миру             | 24 ноября, 2008   | Цифровой мини-альбом    |
| Франция                   | 14 декабря, 2008  | Компакт-диск            |

## Участники записи
- Кэти Перри - автор песни, вокал
- Dr. Luke - бас, автор песни, ударные, гитара, программирование
- Макс Мартин - автор песни, гитара
- Бенни Бланко - ударные, программирование
- Стивен Вольф - программирование
- Serban Ghenea - микширование
- Джон Хейнс - микс-звукорежиссёр
- Эмили Райт - звукорежиссёр
- Сэм Холланд - звукорежиссёр
- Ник Баннс - звукорежиссёр
- Татьяна Готвальд - звукорежиссёр
- Тина Кеннеди - звукорежиссёр

## Использование песни
- Песня спета на симлише Кэти Перри для The Sims 2: Apartment Life[11].
- Песня была использована в рекламе австралийской мыльной оперы Out of the Blue.
- Песня была использована в качестве музыкальной заставки для Masterchef Australia и его рекламы.
- Песня на начальных титрах фильма «Голая правда» с Кэтрин Хайгл и Джерардом Батлером в главных ролях.
- Песня звучала в трейлере к фильму «Предложение» с Сандрой Буллок и Райаном Рейнольдсом.
- Песня звучала в ТВ-сериалах «Говорящая с призраками» и «90210».
- Песня звучала в седьмой части франшизы «Американский пирог»: «Американский пирог: Книга Любви».
- Песня вошла в саундтрек игры «Just Dance».

## Чарты
| Чарт(2008–2009)                                    | Высшая позиция |
| -------------------------------------------------- | -------------- |
| Австралия (ARIA)                                   | 4              |
| Австрия (Ö3 Austria Top 40)                        | 1              |
| Бельгия/Фландрия (Ultratop 50)                     | 2              |
| Бельгия/Валлония (Ultratop 50)                     | 1              |
| Bulgaria (BAMP)                                    | 5              |
| Канада (Billboard Canadian Hot 100)                | 1              |
| Канада (Billboard AC)                              | 2              |
| Канада (Billboard CHR/Top 40)                      | 1              |
| Канада (Billboard Hot AC)                          | 2              |
| СНГ (TopHit Airplay)                               | 1              |
| Croatia (HRT)                                      | 3              |
| Чехия (Rádio — Top 100)                            | 1              |
| Дания (Tracklisten)                                | 1              |
| Europe (European Hot 100 Singles)                  | 1              |
| Финляндия (Suomen virallinen lista)                | 1              |
| Франция (SNEP)                                     | 10             |
| Франция (SNEP Téléchargements)                     | 2              |
| Германия (GfK)                                     | 1              |
| Венгрия (Rádiós Top 40)                            | 1              |
| Iceland (RÚV)                                      | 24             |
| Ирландия (IRMA)                                    | 3              |
| Израиль (Media Forest)                             | 2              |
| Италия (FIMI)                                      | 2              |
| Япония (Billboard Japan Hot 100)                   | 34             |
| Нидерланды (Dutch Top 40)                          | 1              |
| Нидерланды (Single Top 100)                        | 5              |
| Новая Зеландия (Recorded Music NZ)                 | 5              |
| Норвегия (VG-lista)                                | 1              |
| Poland (Polish Airplay Charts)                     | 1              |
| Португалия (Billboard Portugal Digital Song Sales) | 1              |
| Romanian Top 100                                   | 1              |
| Словакия (Rádio — Top 100)                         | 1              |
| Испания (PROMUSICAE)                               | 13             |
| Швеция (Sverigetopplistan)                         | 2              |
| Швейцария (Schweizer Hitparade)                    | 1              |
| Великобритания (OCC UK Singles)                    | 4              |
| США (Billboard Hot 100)                            | 3              |
| США (Billboard Adult Contemporary)                 | 9              |
| США (Billboard Adult Pop Airplay)                  | 1              |
| США (Billboard Dance Club Songs)                   | 32             |
| США (Billboard Dance Singles Sales)                | 1              |
| США (Billboard Pop Airplay)                        | 1              |
| США (Billboard Rhythmic)                           | 21             |
| Venezuela Pop Rock (Record Report)                 | 1              |

| Чарт(2008)                        | Позиция |
| --------------------------------- | ------- |
| Australia (ARIA)                  | 16      |
| Austria (Ö3 Austria Top 40)       | 63      |
| Canada (Canadian Hot 100)         | 31      |
| CIS (Tophit)                      | 103     |
| Finland (Suomen virallinen lista) | 13      |
| Germany (Official German Charts)  | 47      |
| Netherlands (Dutch Top 40)        | 48      |
| Netherlands (Single Top 100)      | 96      |
| New Zealand (RIANZ)               | 25      |
| Sweden (Sverigetopplistan)        | 40      |
| Switzerland (Schweizer Hitparade) | 40      |
| UK Singles (OCC)                  | 23      |
| US Billboard Hot 100              | 36      |
| US Mainstream Top 40 (Billboard)  | 39      |

| Chart (2009)                      | Position |
| --------------------------------- | -------- |
| Austria (Ö3 Austria Top 40)       | 5        |
| Belgium (Ultratop 50 Flanders)    | 19       |
| Belgium (Ultratop 50 Wallonia)    | 6        |
| CIS (Tophit)                      | 35       |
| Canada (Canadian Hot 100)         | 11       |
| Europe (European Hot 100 Singles) | 2        |
| Finland (Suomen virallinen lista) | 2        |
| Germany (Official German Charts)  | 13       |
| Hungary (Rádiós Top 40)           | 1        |
| Italy (FIMI)                      | 14       |
| Netherlands (Dutch Top 40)        | 46       |
| Netherlands (Single Top 100)      | 68       |
| Romania (Romanian Top 100)        | 1        |
| Switzerland (Schweizer Hitparade) | 4        |
| UK Singles (OCC)                  | 76       |
| US Billboard Hot 100              | 25       |
| US Adult Contemporary (Billboard) | 17       |
| US Adult Top 40 (Billboard)       | 12       |
| US Mainstream Top 40 (Billboard)  | 35       |

| Чарт(2000–2009)                  | Позиция |
| -------------------------------- | ------- |
| Australia (ARIA)                 | 30      |
| Germany (Official German Charts) | 19      |
| Netherlands (Dutch Top 40)       | 52      |
| UK Singles (OCC)                 | 82      |
| US Billboard Hot 100             | 69      |

| Чарт(1958–2018)      | Позиция |
| -------------------- | ------- |
| US Billboard Hot 100 | 525     |

## Сертификации
| Регион | Сертификация  | Продажи   |
| --- | ------------- | --------- |
| Австралия (ARIA) | 5× Платиновый | 350 000^  |
| Австрия (IFPI Austria) | Платиновый    | 30 000*   |
| Бельгия (BEA) | Золотой       |           |
| Бразилия (ABPD) | Платиновый    | 60 000*   |
| Бразилия (ABPD) · Rock-Version | Платиновый    | 60 000*   |
| Канада (Music Canada) | 6× Платиновый | 240 000*  |
| Канада (Music Canada) · Ringtone | 2× Платиновый | 80 000*   |
| Дания (IFPI Danmark) | 2× Платиновый | 30 000^   |
| Финляндия (Musiikkituottajat) | Платиновый    | 14,579    |
| Франция | —             | 150,000   |
| Германия (BVMI) | 3× Золотой    | 450 000   |
| Италия (FIMI) | Платиновый    | 70 000    |
| Норвегия (IFPI Norway) | 3× Платиновый | 180 000   |
| Новая Зеландия (RMNZ) | Платиновый    | 15 000*   |
| Испания (PROMUSICAE) | Платиновый    | 25 000^   |
| Швейцария (IFPI Switzerland) | Платиновый    | 30 000^   |
| Великобритания (BPI) | 2× Платиновый | 680,494   |
| США (RIAA) | 8× Платиновый | 5,800,000 |
| * Данные о продажах приведены только на основе сертификации. · ^ Данные о тиражах приведены только на основе сертификации. · Данные о продажах + прослушиваниях приведены только на основе сертификации. |               |           |